# Radosław Romaniuk
Radosław Romaniuk (ur. 2 lipca 1975 w Hajnówce) – polski eseista i krytyk literacki.
Absolwent Wydziału Polonistyki Uniwersytetu Warszawskiego. Recenzje i artykuły publikował m.in. w Nowych Książkach, Tygodniku Powszechnym, Twórczości, Zeszytach Literackich, Znaku. Za Inne życie. Biografia Jarosława Iwaszkiewicza, t. II otrzymał nominację do Nagrody Literackiej Gdynia 2018 w kategorii: esej. Członek Stowarzyszenia Pisarzy Polskich i Stowarzyszenia Kultury Europejskiej.

## Publikacje
- Dramat religijny Tołstoja (Biblioteka Więzi, Warszawa 2004)
- One (Wydawnictwo Książkowe Twój Styl, Warszawa 2005)
- Talent do życia. O Marii Kasprowiczowej (Stowarzyszenie Przyjaciół Twórczości Jana Kasprowicza, Zakopane 2008)
- Inne życie. Biografia Jarosława Iwaszkiewicza, t. I (Wydawnictwo Iskry, Warszawa 2012)
- One, wyd. 2 uzup. (Wilk & Król Oficyna Wydawnicza, Warszawa 2014)
- Inne życie. Biografia Jarosława Iwaszkiewicza, t. II (Wydawnictwo Iskry, Warszawa 2017)